# Letrinàlia

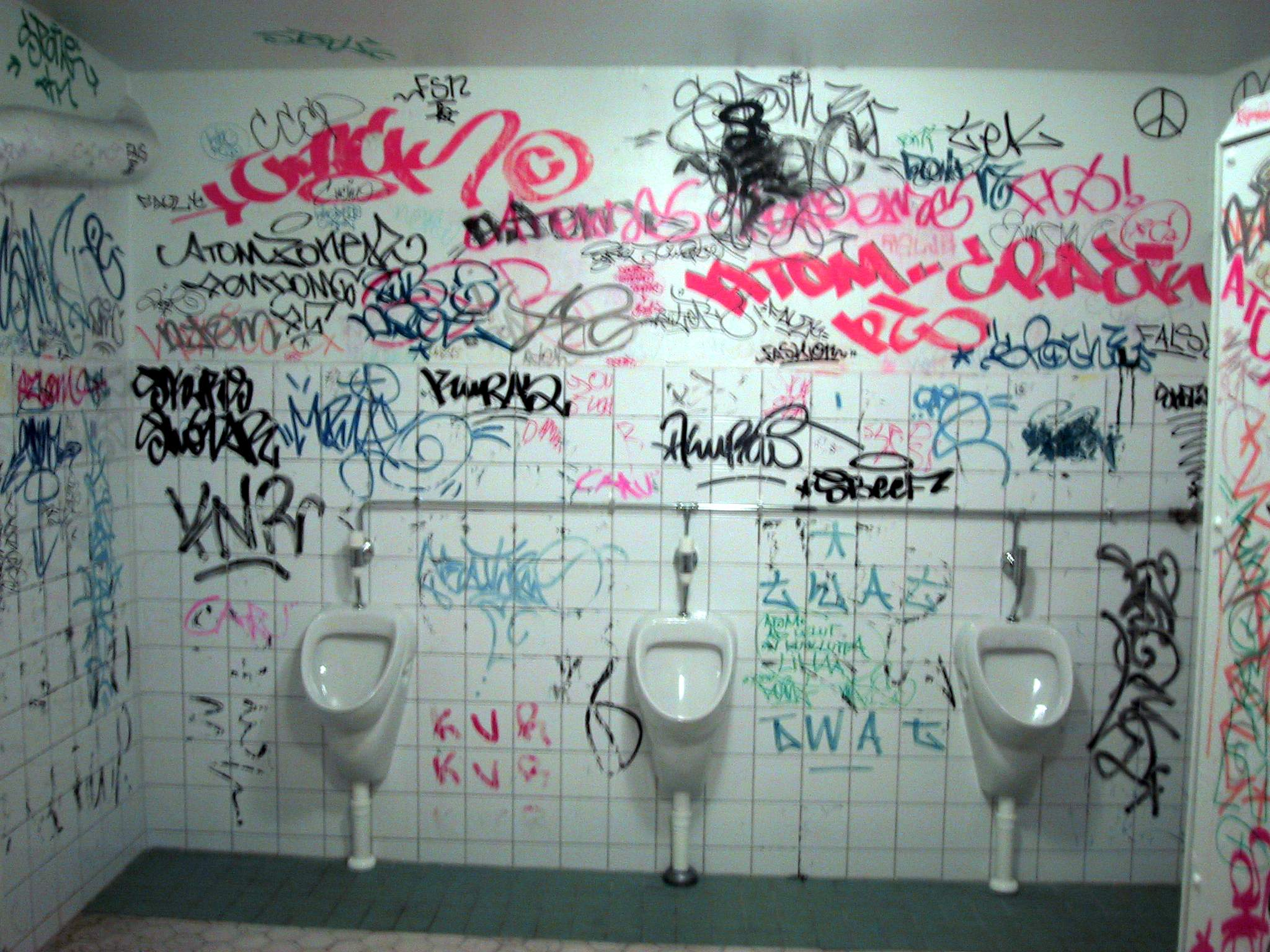
Letrinàlia

La letrinàlia (de latrine, lavabo, amb el sufix -alia) o, en anglès, latrinalia són aquell tipus d'inscripcions fetes expressament a les letrines ço és, lavabos o a les parets dels serveis públics. Poden aparèixer com a art, dibuixos, o paraules, incloent-hi poemes i reflexions personals. Si es fa sense el consentiment del propietari, es comet un acte de vandalisme. Alguns locals han intentat frenar aquest vandalisme col·locant pissarres llargues als serveis i proveint els usuaris de guix; amb això s'espera que els clients aprofitaran la pissarra i el guix en comptes de dibuixar letrinàlia directament a les parets o al lavabo.
El folklorista Alan Dundes, de la Berkeley, encunyà el terme latrinalia (en anglès) l'any 1966 per referir-se als grafits que trobava pels serveis públics. Dundes va preferir aquest terme abans que el shithouse poetry perquè no tots els ítems de letrinàlia es troben en vers o en forma poètica.